# Árbol de la vida

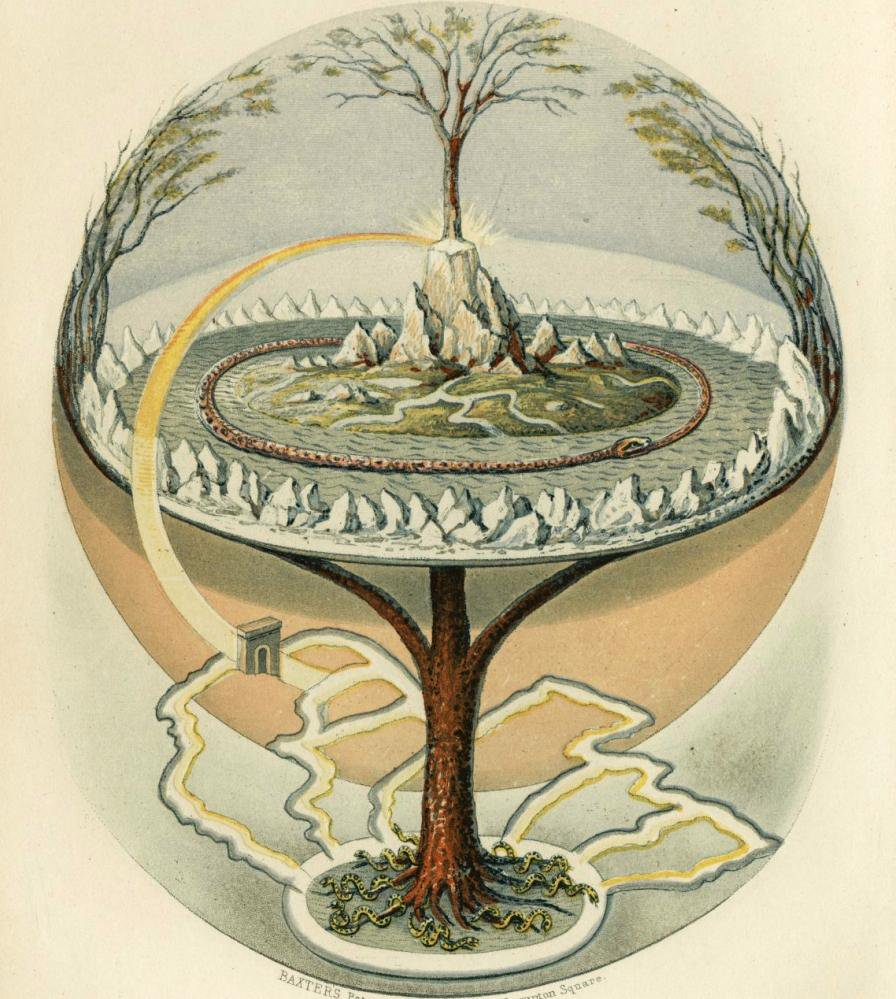
Una representación de 1847 del Yggdrasil nórdico como se describe en la Edda prosaica islandesa de Oluf Olufsen Bagge.

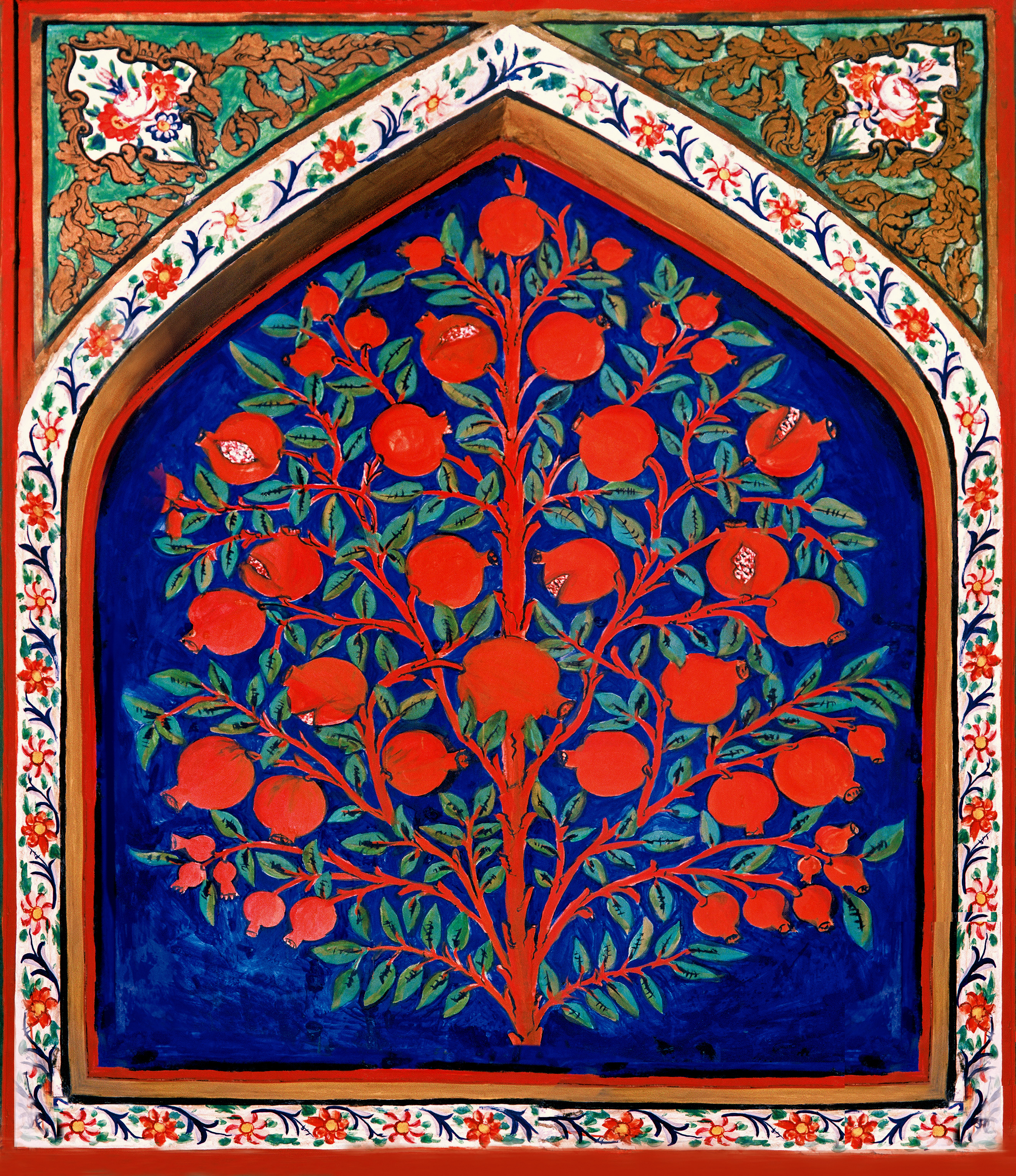
Pintura del siglo XVII del Árbol de la vida en el Palacio de los Kanes de Shaki, Azerbaiyán.

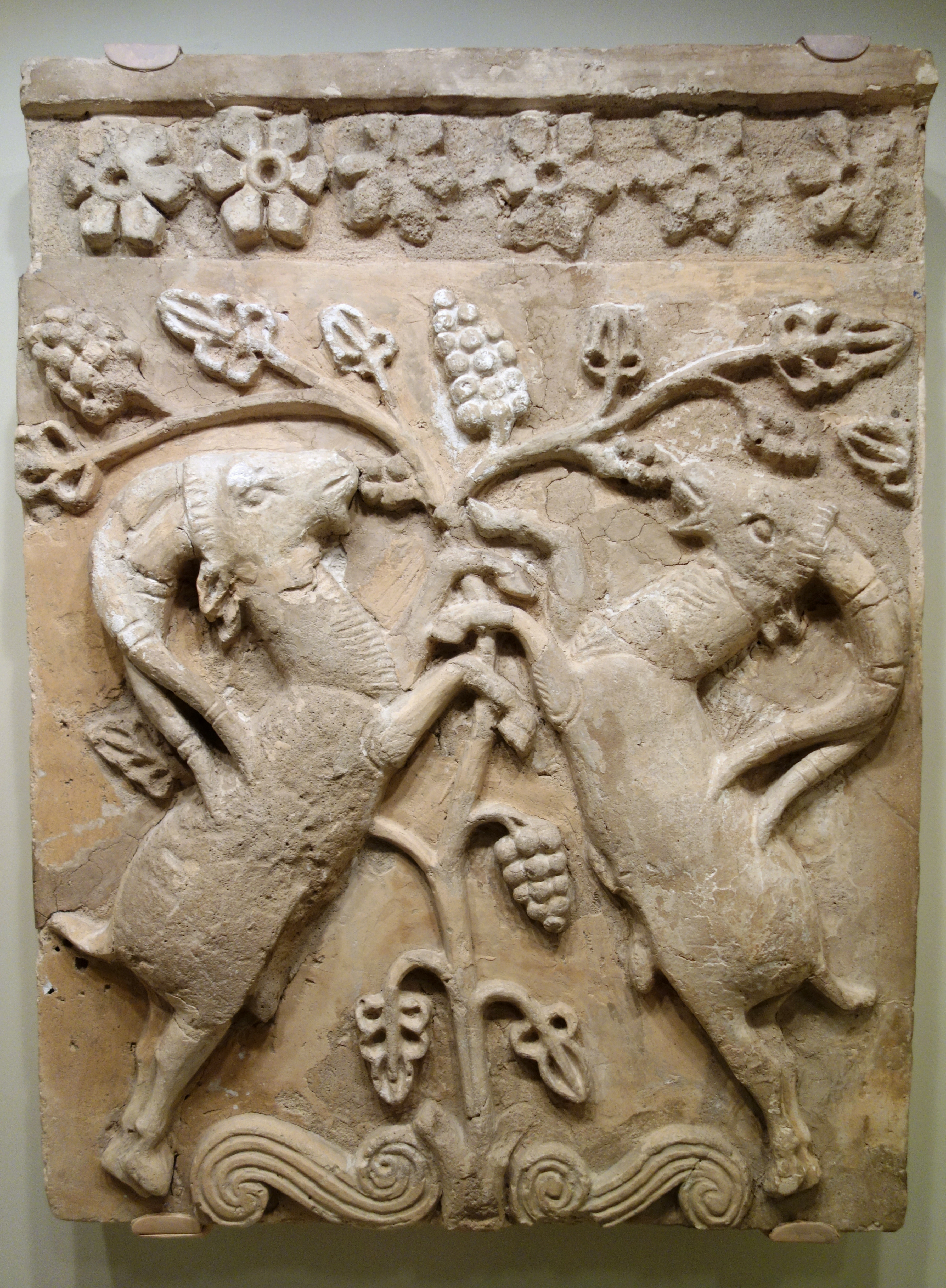
Animales enfrentados, en este caso íbices, flanqueando un árbol de la vida, un motivo muy común en el arte del Próximo Oriente y el Mediterráneo antiguos.

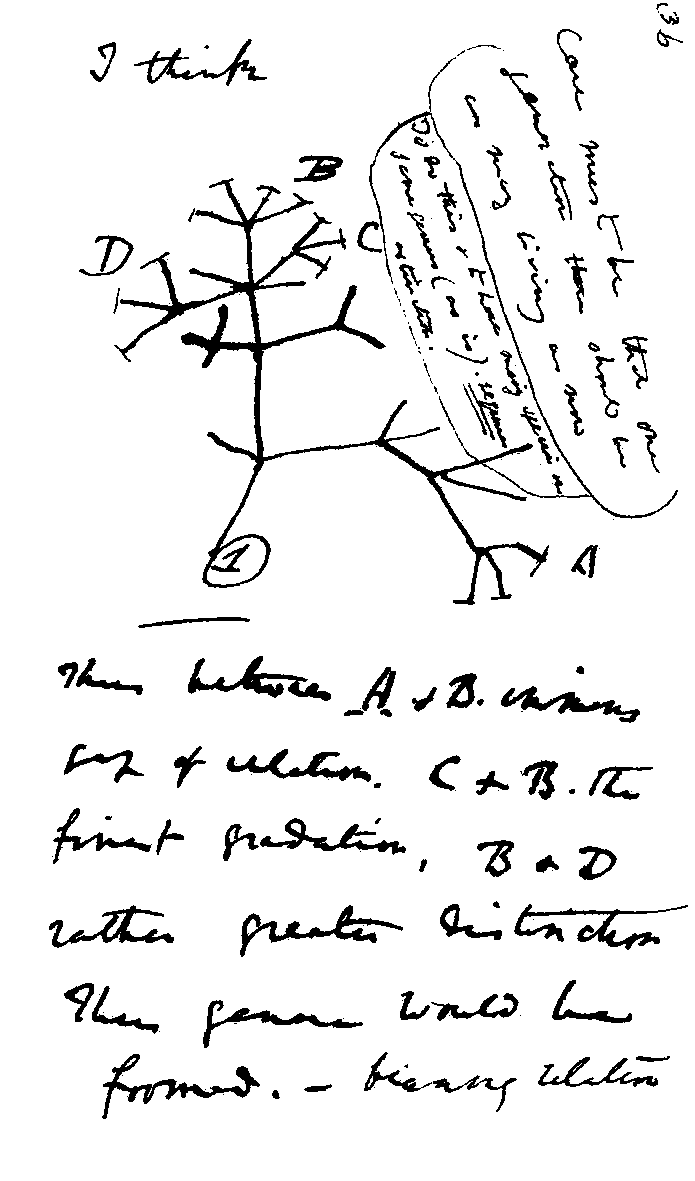
Primer esquema de Darwin del árbol de la vida (ca. julio de 1837, «Cuaderno B», sobre la «transmutación de las especies», página 36).

El árbol de la vida es un mitema o arquetipo fundamental extendido en las tradiciones mitológicas, filosóficas y religiosas alrededor del mundo, relacionado con el concepto de «árbol sagrado».

Representación gráfica del «árbol de la vida» moderno en el Proyecto Web del Árbol de la vida

La expresión «árbol de la vida» fue utilizada como una metáfora del árbol filogenético de la descendencia común en el sentido evolutivo en un famoso pasaje de Charles Darwin (1872).
De acuerdo con la Enciclopedia Británica, el árbol del conocimiento, que conecta al cielo con el inframundo, y el árbol de la vida, que conecta todas las formas de creación, son ambos formas del árbol del mundo o árbol cósmico. y son retratados en diversas religiones y filosofías como el mismo árbol.

### Artes decorativas

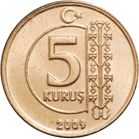
La moneda de 5 kuruş representa al árbol de la vida.

## «Árboles de la vida» físicos

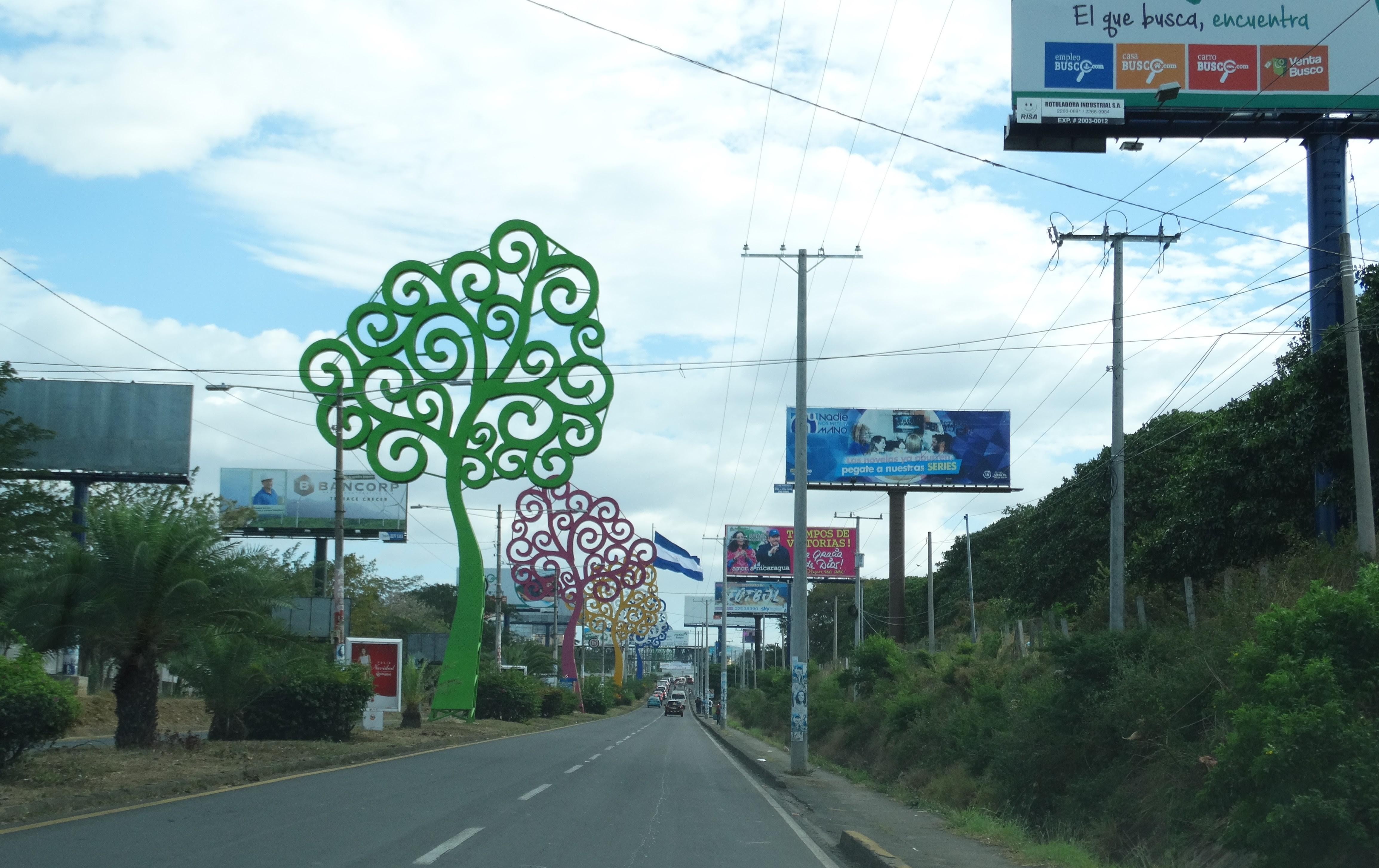
Árboles de la vida artificiales en una calle de Managua, Nicaragua, algunos fueron derribados durante las protestas de 2018.

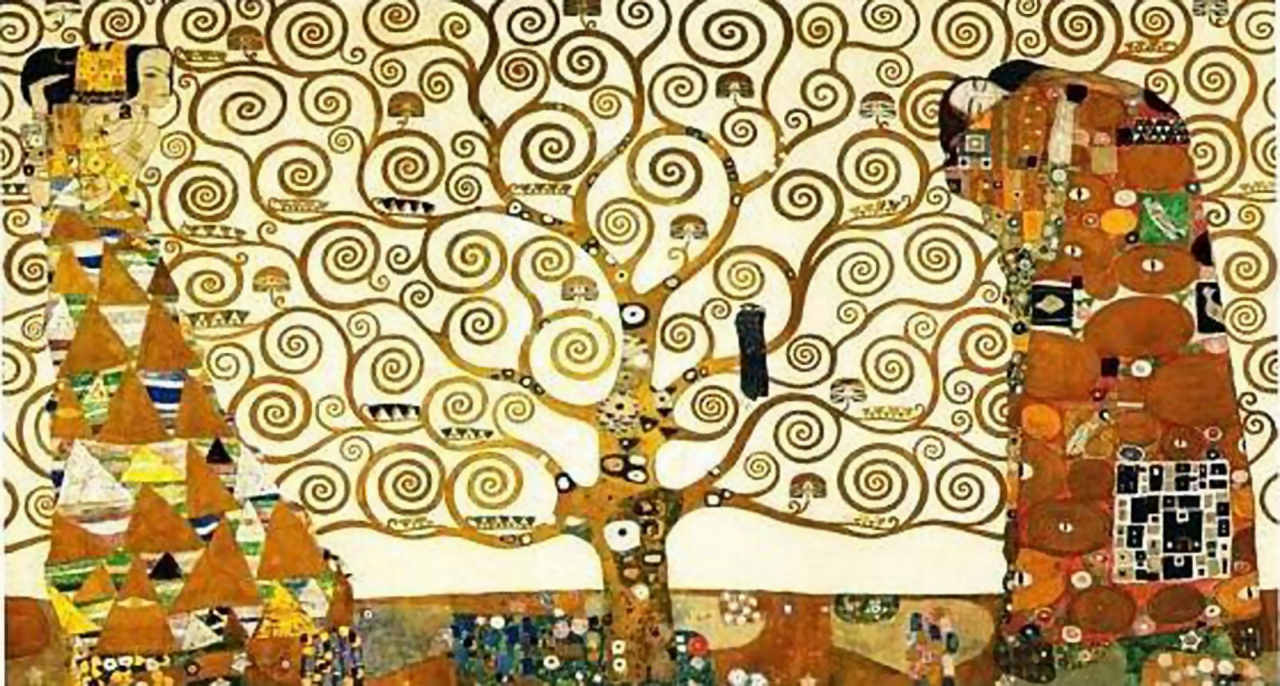
Árbol de la vida de Klimt (1909), modelo para los árboles nicaragüenses.

## Religión y mitología
Varios árboles de la vida se relatan en el folclore, la cultura y la ficción, muchas veces relacionados con la inmortalidad o la fertilidad. Tenían su origen en el simbolismo religioso.

### Antiguo Irán
- En la mitología persa preislámica, Gaokerena, el árbol del mundo, es un árbol grande, el Haoma sagrado que lleva todas las semillas. Ahriman (Ahreman, Angremainyu) creó una rana para invadir el árbol y destruirlo, con el objetivo de prevenir que crezcan todos los árboles en la Tierra. Como reacción, Dios (Ahura Mazda) creó dos peces kar que miraban fijamente al sapo para guardar el árbol. Los dos peces siempre están mirando al sapo y se mantienen preparados para reaccionar. Debido a que Ahriman es responsable de todos los males, incluida la muerte, mientras que Ahura Mazda es responsable de todo lo bueno (incluyendo la vida), el concepto de árbol del mundo en la mitología persa está muy estrechamente relacionado con el concepto de árbol de la vida.

- La planta sagrada haoma y la bebida a base de ella. La preparación de la bebida de la planta, golpeándola y bebiendo de ella, son características centrales del ritual de Zoroastro. El Haoma también es personificado como una divinidad. Se le atribuyen cualidades esenciales —salud, fertilidad, esposos para doncellas, incluso inmortalidad. La fuente de la planta haoma terrenal es un árbol blanco brillante que crece en una montaña paradisíaca. Las ramitas de este haoma blanco fueron llevadas a la Tierra por aves divinas.

- Haoma es la forma avéstica del sánscrito soma. La identidad de ambas en un significado ritual es considerada por los estudiosos para señalar una característica destacada de una religión indoirania anterior al zoroastrismo.[5][6]

- Otro problema relacionado con la antigua mitología Iraní es el mito de Mashy y Mashyane, dos árboles que fueron los antepasados de todos los seres vivos. Este mito puede ser considerado como un prototipo para el mito de la creación, donde los seres vivientes son creados por dioses (que tienen forma humana).

### Antiguo Egipto

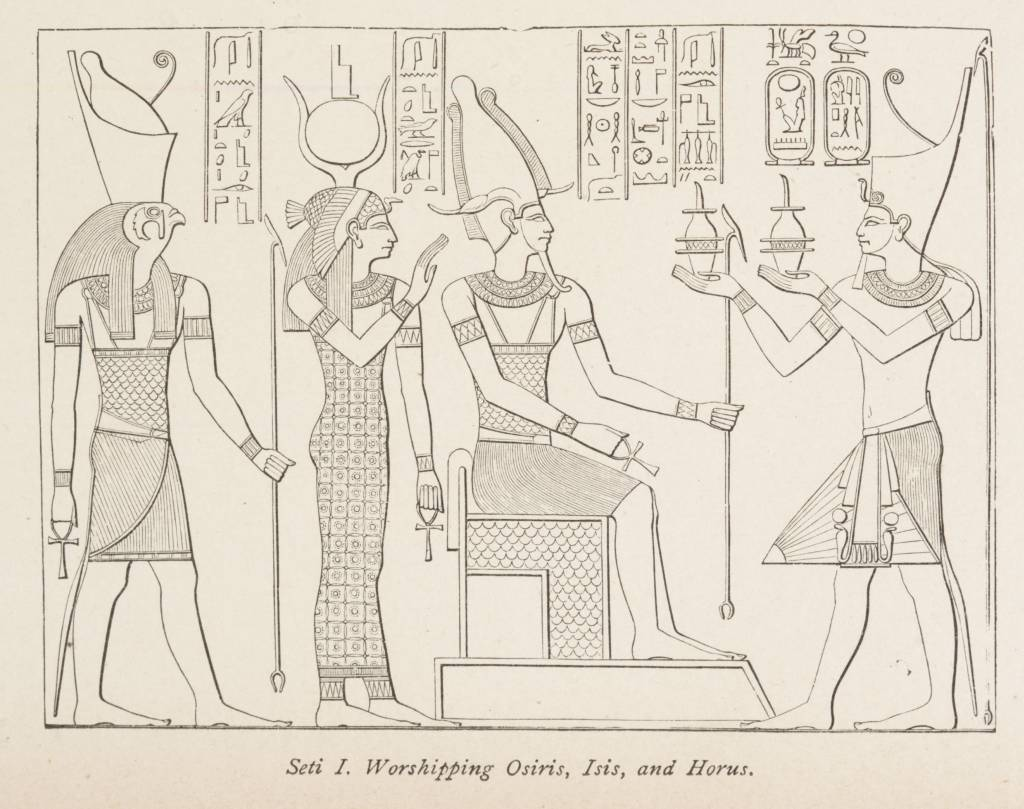
Adorando a Osiris, Isis y Horus

- En la mitología egipcia, en el sistema de la Enéada de Heliópolis, la primera pareja, además de Shu y Tefnut (humedad y sequedad) y Geb y Nut  (tierra y cielo respectivamente), fueron Isis y Osiris. Se dice que surgieron del árbol de acacia de Saosis, que los egipcios consideraban el "árbol de la vida", refiriéndose a él como "el árbol en el que se encerraba la vida y la muerte". Un mito muy posterior relata cómo Seth mató a Osiris, colocándole en un ataúd y arrojándole al Nilo. El ataúd llegó a incrustarse en la base de un tamarisco.[7]

- El Sicomoro, sagrado para los egipcios, también estaba en el umbral de la vida y la muerte, conectando los dos mundos.

### Armenia
- En la antigua Armenia, el Árbol de la Vida (Կենաց Ծառ) fue un símbolo religioso muy dibujado en las paredes de las fortalezas y tallado en la armadura de los guerreros. Las ramas del árbol se dividían por igual en los lados derecho e izquierdo del tallo, con cada rama que tiene una hoja, y también una hoja en el ápice del árbol. Tenía sirvientes parados cada lado del árbol con una de sus manos en alto como si estuvieran al cuidado del árbol.

### Asiria
- Lo que se conoce como el Árbol de la vida asirio fue representado por una serie de nodos y líneas que se cruzan. Aparentemente fue un símbolo religioso importante, generalmente atendido por dioses con cabeza de águila y sacerdotes, o el propio rey. Los especialistas en Asiriología no han llegado a un consenso sobre el significado de este símbolo. Es polivalente. El nombre de "Árbol de la Vida" ha sido atribuido por los investigadores modernos, no fue utilizado en las fuentes asirias. De hecho, no existe ninguna evidencia textual relativa a este símbolo.

### Bahaísmo
- El concepto del árbol de la vida aparece en los escritos de la Fe bahá'í, donde puede hacer referencia a la Manifestación de Dios,un gran maestro que se le aparece a la humanidad de generación en generación. Un ejemplo de esto se puede encontrar en las Palabras Ocultas de Bahá'u'lláh:[8][9]

¿Habéis olvidado aquella verdadera y resplandeciente mañana, cuando en aquellas sagradas y benditas cercanías estabais todos reunidos en mi presencia a la sombra del árbol de la vida, que está plantado en el paraíso todo glorioso? Sobrecogidos escuchasteis cuando pronuncié estas tres santísimas palabras: ¡Oh amigos! No prefiráis vuestra voluntad a la mía, nunca deseéis lo que no he deseado para vosotros, no os acerquéis a mí con corazones sin vida manchados de deseos y anhelos mundanos. Si tan sólo santificarais vuestras almas, en este mismo momento recordaríais aquel lugar y aquellas cercanías y la verdad de mis palabras se haría evidente a todos vosotros.

- Bahá'u'lláh se refiere a sus descendientes varones como ramas (Aghsán)[10] y las llamadas mujeres hojas.[11]

- Se ha hecho una distinción entre el árbol de la vida y el árbol del conocimiento del bien y del mal. Este último representa el mundo físico con sus opuestos, como el bien y el mal y la luz y la oscuridad. En un contexto diferente al de arriba, el árbol de la vida representa el reino espiritual, donde no existe esta dualidad.[12]

### Budismo
- El árbol Bo, también llamado árbol Bodhi, según la tradición budista, es el pipal (Ficus religiosa), bajo el cual se sentó el Buda cuando alcanzó la Iluminación (Bodhi) en Bodh Gaya (cerca de Gaya, el estado centro-oeste de Bihar, en la India). Un pipal vivo en Anuradhapura, Ceilán (hoy Sri Lanka), según se dice, ha crecido de un corte del árbol Bo enviado a esa ciudad por el rey Ashoka en el siglo III a. C.[13]

- Según la tradición tibetana, cuando Buda fue al lago sagrado Manasorovar junto con 500 monjes, se llevó con él la energía de Prayaga Raj. A su llegada, instaló la energía de Prayaga Raj cerca del lago Manasorovar, en un lugar ahora conocido como Prayang. Luego, plantó la semilla de este árbol de higuera eterna cerca del Mt. Kailash en una montaña conocida como el "Palacio de la Medicina Budista".[14]

### China
- En la mitología china, una escultura de un Árbol de la Vida representa un fénix y un dragón; el dragón representa a menudo la inmortalidad. Una historia taoísta habla de un árbol que produce un melocotón cada tres mil años. El que come el fruto recibe la inmortalidad.
- En la década de 1990, el descubrimiento arqueológico de un pozo de sacrificio en Sanxingdui en Sichuan, China, que databa de alrededor de 1200 a. C., contenía tres árboles de bronce, uno de ellos de 4 metros de altura. En su base había un dragón y las frutas colgaban de las ramas más bajas. En la parte superior, un pájaro extraño, como un (Fénix), una criatura con garras. También, en Sichuan se encuentra otro árbol de la vida, que data de finales de la dinastía Han (c 25 - 220 EC). La base, de cerámica está custodiada por una bestia con cuernos y alas. Las hojas del árbol son monedas y personas. En la cúspide hay un pájaro con monedas y la imagen del sol.

### Cristianismo

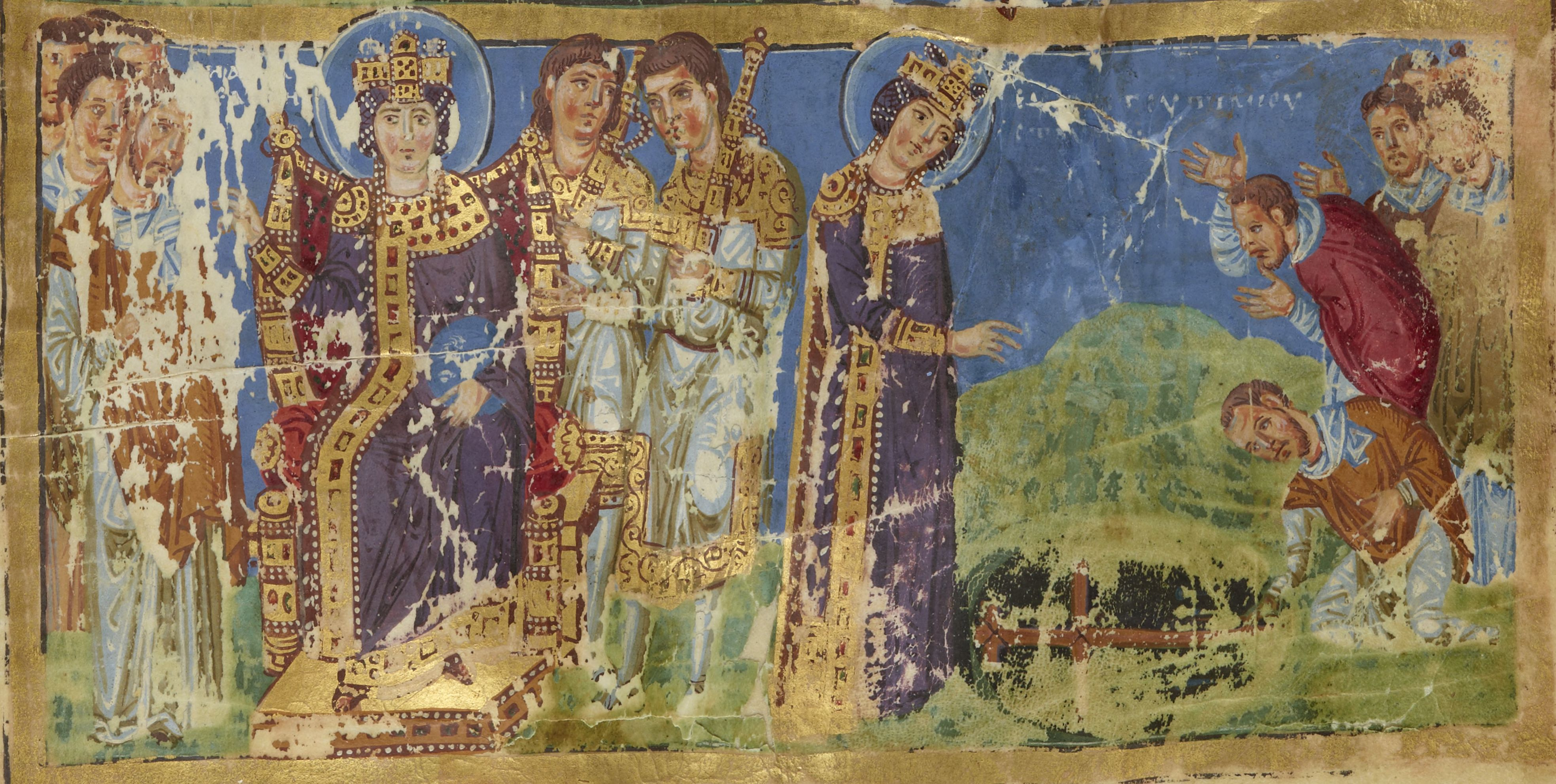
Santa Helena descubriendo la Vera Cruz, cuya madera procede del árbol de la vida del Paraíso. Manuscrito iluminado bizantino c. 879-883.

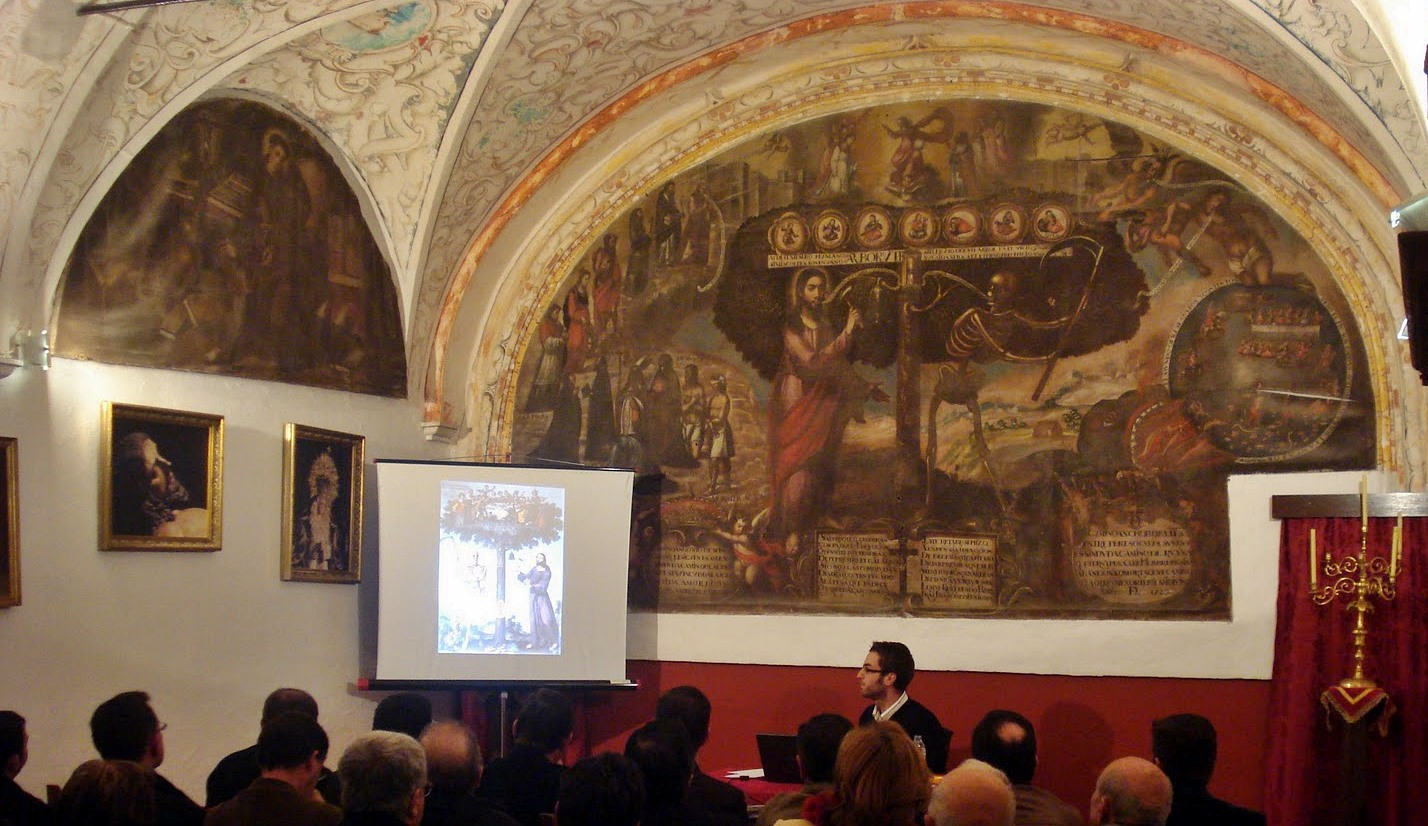
Pintura alegórica del Árbol de la Vida de la Iglesia de San Roque de Arahal (Sevilla). Óleo sobre lienzo de autor anónimo. Datado en 1723.

Respecto al árbol de la Vida del Jardín del Edén en el cristianismo:
- Entre las primeras leyendas cristianas, se encuentra la de Helena de Constantinopla (Santa Helena), madre del emperador Constantino, que después de convertirse al cristianismo, hizo una peregrinación a Tierra Santa y descubrió el Lignum Crucis (la auténtica cruz de Cristo) en Jerusalén. Esta reliquia se suponía con poderes sobrenaturales de resucitar a los muertos, por estar hecha con la madera del árbol de la vida plantado en el Paraíso. Por esta razón, en la iconografía cristiana, la cruz se representa como un árbol de la vida.[15]
- En el cristianismo católico, el árbol de la vida representa el estado inmaculado de la humanidad libre de corrupción y pecado original antes de su caída. El papa Benedicto XVI ha dicho que «la cruz es el verdadero árbol de la vida».[16] San Buenaventura enseñó que la fruta medicinal del árbol de la vida es Cristo mismo.[17] San Alberto Magno enseña que la Eucaristía, el Cuerpo y la Sangre de Cristo, es el fruto del árbol de la vida.[18]

- En el cristianismo oriental el árbol de la vida es el amor de Dios.[19]

#### La Iglesia de Jesucristo  de los Santos de los Últimos Días
- El árbol de la vida aparece en el Libro de Mormón en una revelación para Lehi (véase 1 Nefi 8:10). Es el símbolo del amor de Dios (véase 1 Nefi 11:21-23). Su fruto es descrito como el "más precioso y más apetecible de todos los frutos", que "es el mayor de todos los dones de Dios" (véase 1 Nefi 15:36). En otro libro escritural, a la salvación se la llama "el mayor de todos los dones de Dios" (véase Doctrina y Convenios 6:13). En el mismo libro, a la vida eterna también se la llama el "más grande de todos los dones de Dios" (véase Doctrina y Convenios 14:7). Debido a estas referencias, el árbol de la vida y su fruto a veces se entienden que son un símbolo de la salvación y la existencia postmortal en la presencia de Dios y de su amor.

#### Swedenborgianismo
- Según el Swedenborgianismo, los doce primeros capítulos del Génesis son una recreación simbólica de verdades antiguas. En su Arcana Coelestia,[20] Emanuel Swedenborg (1688-1772) se manifestó sobre el simbolismo y el significado espiritual subyacente tanto del Génesis como del Éxodo, y el simbolismo con respecto al árbol de la vida.

### Europa

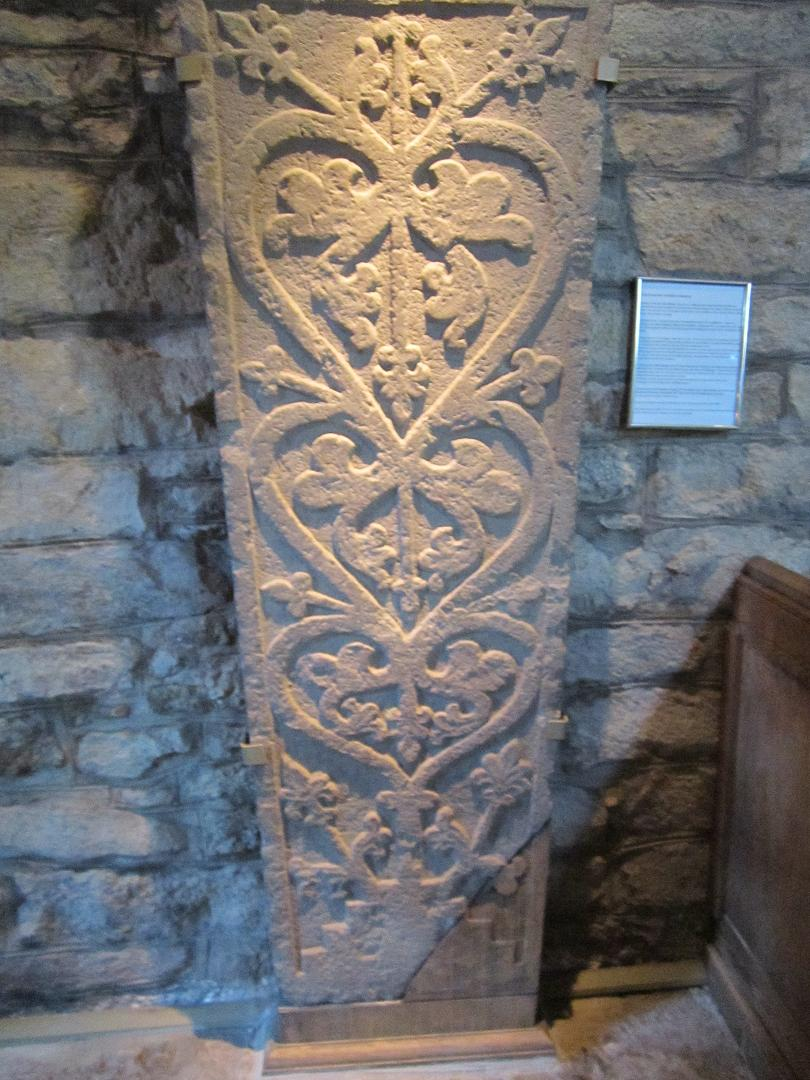
Escultura del siglo XI del Árbol de la vida en una antigua iglesia sueca.

- En Dictionaire Mytho-Hermetiqe (París, 1737), Antoine-Joseph Pernety, un famoso alquimista, identificó el árbol de la vida con el Elixir de la vida y la Piedra filosofal.

- En Edén en el Este (1998), Stephen Oppenheimer sugirió que en Indonesia surgió una cultura de culto al árbol y que esta se difundió por el llamado caso "Younger Dryas" de c. 8000 aC, cuando se elevó el nivel del mar. Esta cultura alcanzó China (Sichuan), a continuación, la India y el Medio Oriente. Finalmente la hebra fino-Ugaritic de esta difusión se extendió a través de Rusia a Finlandia, donde finalmente se arraigó el mito nórdico de Yggdrasil.

### Georgia
- El Borjgali (georgiano: ბორჯღალი) es un antiguo árbol georgiano, símbolo del árbol de la vida.

### Antigua Grecia y helenismo
En la Antigua Grecia y en el helenismo moderno existen diversos cultos y mitos en torno a árboles sagrados, custodiados por una serpiente o dragón, entre los cuales destacan:
- El árbol de las manzanas de oro del Jardín de las Hespérides del que se habla en uno de los doce trabajos de Heracles.
- El árbol del que colgaba el vellocino de oro.

### Ásatrú y mitología escandinava
- En el Ásatrú y el antiguo paganismo germánico, los árboles jugaban (y, en forma de Neopaganismo germánico, siguen desempeñando) un papel destacado, apareciendo en diversos aspectos, sobreviviendo a los textos y, posiblemente, en nombre de los dioses.
- El Árbol de la vida aparece en la religión escandinava como Yggdrasil, el árbol del mundo, un enorme árbol (a veces considerado un tejo o fresno) con una amplia tradición popular. Tal vez en relación con Yggdrasil, han sobrevivido diferentes versiones con los árboles sagrados de las tribus germánicas. Entre los ejemplos se incluyen el Roble de Thor, los bosques sagrados, el Árbol sagrado de Upsala y el pilar de madera de Irminsul.
- En la mitología nórdica, las manzanas de la caja de la ceniza de Iðunn proporciona la inmortalidad de los dioses.

### Hinduismo
- El Banyan Tree Eterno (Akshaya Vata) está situado en la orilla del Yamuna, en el interior del patio de Prayagraj Fort, cerca de la confluencia de los ríos Ganges y Yamuna, en Prayagraj. La naturaleza eterna y divina de este árbol se ha documentado extensamente en las escrituras. [cita requerida]

- Durante la destrucción cíclica de la creación, cuando toda la tierra fue envuelta por las aguas, Akshaya vata no se vio afectado. Está en las hojas de este árbol que el Señor Krishna descansaba en la forma de un bebé, cuando la tierra ya no era visible. Y es aquí que el sabio inmortal, Mãrkandeya, recibió la visión cósmica del Señor. Es bajo este árbol que Buda medita eternamente. La leyenda también dice que el árbol Bodi en Gaya es una manifestación de este árbol.

### Islam
El "árbol de la inmortalidad" (en árabe: شجرة الخلود) es el árbol de la vida con adornos, tal como aparece en el Corán. También se alude en hadices y tafsir. A diferencia del relato bíblico, el Corán menciona solo un árbol en el Edén, también llamado árbol de la inmortalidad, que Allah le prohibió específicamente a Adán y Eva. Satanás, disfrazado de serpiente, dijo en repetidas ocasiones a Adán que comiera del árbol, y, finalmente, tanto Adán y Eva así lo hicieron, desobedeciendo de esta manera a Allah. Los hadices también hablan de otros árboles en el cielo.
De acuerdo con el movimiento Ahmadía, la referencia coránica al árbol es simbólica; comer del árbol prohibido significa que Adán desobedeció a Dios.

#### Cábala

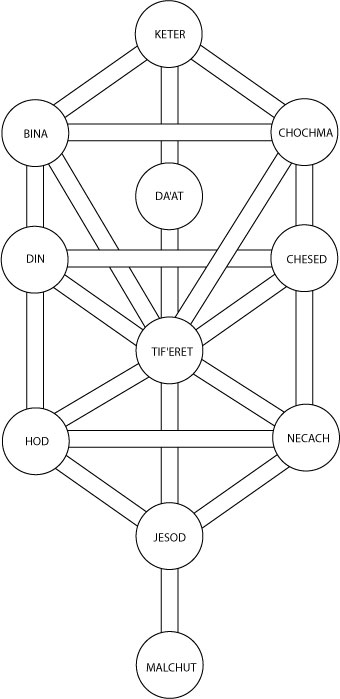
Cábala Judaica del Árbol de la Vida de 10 Sefirot, a través del cual el divino Ein Sof irreconocible se manifiesta la Creación. La configuración se refiere al man

### Oriente Medio

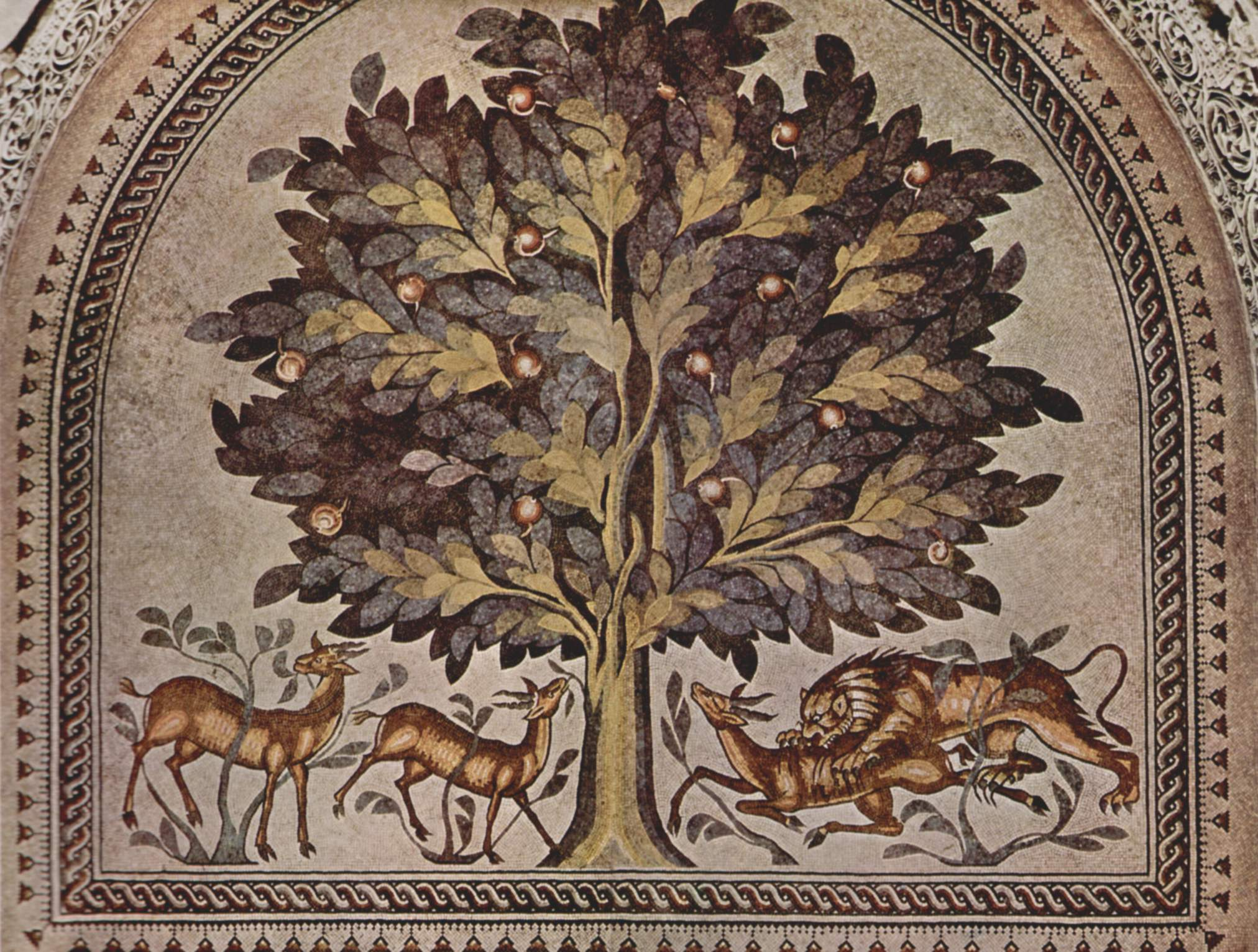
A continuación del arte paleocristiano y bizantino, el Árbol de la vida también es un motivo común en el Oriente Medio.

### Mundo turco

El árbol de la vida, como se lo ve en la bandera de Chuvasia, un estado turco en la Federación Rusa.